# أجو دينغ
أجو دينغ (بالإنجليزية: Ajou Deng)‏ مواليد 22 مارس 1978 في واو، هو لاعب كرة سلة جنوب سوداني معتزل. بدأ مسيرته الاحترافية في سنة 2004. يبلغ طوله 6 قدم 11 بوصة (2.1 م). اعتزل اللعب في 2009. لعب مع غلاسكو روكز في سنة 2005، ثم انضم إلى سري سكورشرز في سنة 2006. أخوه هو لوول دينغ.